# Черствый, Ярослав Филиппович
Ярослав Филиппович Черствый (род. 7 мая 1933) — советский гребец, бронзовый призёр чемпионата мира 1962 года в Люцерне, участник Олимпийских игр 1956 года в Мельбурне, серебряный призёр чемпионата Европы (1956), чемпион СССР (1956), победитель Королевской регаты Хенли (1958). Мастер спорта СССР (1956). Представлял общество «Красное знамя» (Ленинград).

## Биография
Учился в Ленинградском институте точной механики и оптике.
В марте 1956 года вместе с первокурсником своего института Валентином Заниным попал на сборы команды СССР в город Поти. В мае в составе команды «Красное знамя» выиграл три городских соревнования и вошёл в сборную Ленинграда. В июле на тренировочных соревнованиях в Воскресенке ленинградская четверка заняла первое место. За победу на Спартакиаде народов СССР четверка получила звание чемпионов страны и отправилась на чемпионат Европы в югославский город Блед. На озере Блейско советская четверка заняла второе место, уступив финнам 1,1 секунды.